# Grégory Rast
Pour les articles homonymes, voir Rast.
Grégory Rast, né le 17 janvier 1980 à Cham, est un coureur cycliste suisse, professionnel entre 2001 et 2018.

## Biographie
Il était membre du club RMV Cham-Hagendorn. Après avoir été membre des équipes Post Swiss, Phonak, Astana et RadioShack, il signe pour la saison 2012 dans l'équipe Leopard-Trek en vue d'aider Fabian Cancellara sur les classiques flandriennes.
Durant cette saison 2012, il forme avec Fabian Cancellara, Martin Elmiger, Michael Schär et Michael Albasini l'équipe de Suisse lors de la course en ligne des Jeux olympiques de Londres. Il en prend la huitième place. Il dispute ensuite le Tour d'Espagne, puis la course en ligne des championnats du monde, qu'il ne termine pas, avec pour leader Michael Albasini.
Présélectionné pour les championnats du monde 2014, il n'est pas retenu.

## Palmarès et résultats

### Palmarès amateur
- 1997
  - 3e du championnat de Suisse de cyclo-cross juniors
- 1998
  - Tour du Pays de Vaud
  - 2e du championnat de Suisse de cyclo-cross juniors
  - 10e du championnat du monde de cyclo-cross juniors
- 2000
  - 3e du championnat de Suisse sur route espoirs
- 2002
  -  Champion de Suisse sur route espoirs
  - 4e étape du Grand Prix Guillaume Tell
  - 3e du Grand Prix Guillaume Tell
  - 3e de la Côte picarde
  - 6e du championnat du monde sur route espoirs

### Palmarès professionnel
- 2004
  -  Champion de Suisse sur route
- 2005
  - 3e de Paris-Bourges
- 2006
  -  Champion de Suisse sur route
  - 3e du Grand Prix du canton d'Argovie
  - 6e de la Vattenfall Cyclassics
  - 9e du Grand Prix de Plouay
- 2007
  - Tour de Luxembourg :
    - Classement général
    - 4e étape
- 2008
  - 1re étape du Tour de Turquie
  - 6e du Tour de Pologne
- 2009
  - Prologue du Tour de Luxembourg
  - 4e étape du Tour de France (contre-la-montre par équipes)
- 2010
  - 10e de Paris-Roubaix[n 1]
- 2011
  - 4e de Paris-Roubaix
- 2012
  - 8e de la course en ligne des Jeux olympiques
- 2013
  - 6e étape du Tour de Suisse
- 2015
  - 1re étape du Tour d'Alberta (contre-la-montre par équipes)

### Résultats sur les grands tours

#### Tour de France
6 participations
- 2007 : exclusion de l'équipe Astana (16e étape)
- 2009 : 138e
- 2010 : 114e
- 2014 : 101e
- 2015 : 102e
- 2016 : 123e

#### Tour d'Italie
2 participations
- 2005 : 120e
- 2006 : 94e

#### Tour d'Espagne
2 participations
- 2012 : 92e
- 2013 : 77e

### Classements mondiaux
| Année                  | 2006 | 2007 | 2008 | 2009 | 2010 | 2011 | 2012 | 2013 | 2014 | 2015 |
| ---------------------- | ---- | ---- | ---- | ---- | ---- | ---- | ---- | ---- | ---- | ---- |
| Classement ProTour     | 111e | nc   | 59e  |      |      |      |      |      |      |      |
| Calendrier mondial UCI |      |      |      | 236e | nc   |      |      |      |      |      |
| UCI World Tour         |      |      |      |      |      | 76e  | nc   | 162e | nc   | nc   |